# Pietro Lacava
Pietro Lacava (né à Corleto Perticara le 26 octobre 1835, mort à Rome le 26 décembre 1912) est un homme politique italien.

## Biographie
Pietro Lacava est le fils  de Domenico Giuseppe et de Brigida Francolino. Il fait ses études à Naples et à Latronico, où il fréquente les cours de droit de Gaetano Arcieri. Dans cet environnement universitaire, il fait la connaissance de Giacinto Albini avec qui il a des liens de parenté et malgré la déclaration de foi de sa famille envers les Bourbons, il devient un des membres les plus actifs du mouvement libéral.
Il épouse Giulia Fittipaldi, d'Anzi.
Le 21 juin 1860, il fait partie du comité central lucano de Corleto Perticara et le 19 août, à la suite de l'insurrection lucane, il est nommé secrétaire du gouvernement pro-dictatorial lucano.
Devenu  vice-gouverneur de Lagonegro, il reprend les manifestations légitimiste en octobre 1860. En avril 1861, à la suite de la répression des émeutes légitimistes qui éclatent dans la région de Melfi, il remplace Decio Lordi de sa charge d'intendant. En raison de ses talents d'économiste, il est, pendant plusieurs années, Président du conseil provincial de la Basilicate. Il participe à la discussion parlementaire des lois spéciales sur la Basilicate.
Il est, par la suite, successivement, vice-préfet de Rossano, puis vice-préfet à Pavie. En 1867, il devient commissaire de Naples, charge de laquelle il est destitué avec l'accusation d'avoir soutenu le mouvement garibaldien.
En 1868, il est élu député de la circonscription de Corleto Perticara, qu'il représente pendant quatorze législatures.
En 1876, il devient secrétaire du Ministère de l'intérieur et en 1880, il fait partie de la commission pour l'étude de la réforme électorale.
Proche de Francesco Crispi, le 10 mars 1889, il devient ministre des Postes et Télégraphes. Alors qu'il occupe le poste de ministre, Lacava reçoit une lettre de Guglielmo Marconi qui démontre l'invention du télégraphe sans fil et dans laquelle il demande un financement. La lettre reste sans réponse et porte la mention « au Lungara », laissant entendre que la place de Marconi était à l'asile psychiatrique de la via Lungara à Rome. Marconi ne reçoit aucune réponse et se rend au Royaume-Uni où il présente son travail et obtient le brevet et les financements nécessaires. Cet événement a causé un dommage économique incalculable à l'Italie qui n'a pas pu profiter des retombées et des bénéfices économiques de la découverte. Afin d'atténuer les dommages, Marconi demande et obtient du Royaume-Uni que certains paiements pour l'utilisation du brevet ne soient pas imposés à l'Italie.
Lacava est par la suite Ministre de l'Agriculture, de l'Industrie et du Commerce de 1892 à 1893 dans le gouvernement Giolitti I, et ministre des Travaux publics dans le gouvernement Pelloux II de 1898 à 1900. Après avoir été vice-président de la Chambre des députés de 1905 à 1907, il devient ministre des Finances dans le gouvernement Giolitti III de 1907 à 1909.
Il fait partie de la commission qui examine le traité de Lausanne sur les rapports avec la Turquie.
Franc-maçon, en 1869 il est membre du Grand Orient d'Italie à l'Assemblée constituante de  Florence et en 1871 à celle de Rome, en 1872 il représente la loge « Emanuele De Deo » de Bari auprès du Grand Orient, et dans les années quatre-vingt il est affilié à la loge « Propaganda Massonica » de Rome, en 1896 il est parmi les délégués du  Suprême conseil du Rite écossais ancien et accepté auprès du Grand Orient d'Italie.

## Sources
- (it) Cet article est partiellement ou en totalité issu de l’article de Wikipédia en italien intitulé « Pietro Lacava » (voir la liste des auteurs).